# 戴夫·桑德斯
戴夫·桑德斯（英語：Dave Saunders，1960年10月19日—），美国男子排球运动员，司职主攻。他曾代表美国国家队参加1984年和1988年夏季奥林匹克运动会排球比赛，获得二枚金牌。